# PocketBook International
PocketBook és una empresa multinacional que produeix lectors de llibres electrònics basats en la tecnologia E Ink (una tecnologia de paper electrònic) amb la marca PocketBook. L'empresa va ser fundada el 2007 a Kíev, Ucraïna, i la seva seu central es va traslladar a Lugano, Suïssa, el 2012. Aquests dispositius permeten als usuaris navegar, comprar, descarregar i llegir llibres electrònics, diaris, revistes i altres suports digitals a través de xarxes sense fils a PocketBook Store.

## Desenvolupament i fabricació
Els dispositius són muntats per fàbriques com Foxconn, Wisky i Yitoa i enviats a més de 40 països.
| Number | e-book reader Model            | Year |
| ------ | ------------------------------ | ---- |
| 45     | InkPad Color                   | 2021 |
| 44     | Basic 4                        | 2020 |
| 43     | Touch Lux 5                    | 2020 |
| 42     | Color                          | 2020 |
| 41     | InkPad X                       | 2019 |
| 40     | Touch HD 3 (632)               | 2019 |
| 39     | InkPad 3 Pro (740-1)           | 2019 |
| 38     | Touch Lux 4 (627)              | 2018 |
| 37     | Basic Lux 2                    | 2018 |
| 36     | InkPad 3                       | 2018 |
| 35     | Touch HD 2                     | 2018 |
| 34     | Aqua 2                         | 2017 |
| 33     | Basic 3                        | 2017 |
| 32     | Basic Lux (615)                | 2017 |
| 32     | Touch HD (631)                 | 2016 |
| 30     | InkPad 2 (840)                 | 2016 |
| 29     | Basic Touch 2 (625)            | 2016 |
| 28     | Touch Lux 3 (626)              | 2015 |
| 27     | Touch Lux 2 (626)              | 2015 |
| 26     | Basic 2 (614)                  | 2015 |
| 25     | Sense/Fashion (630)            | 2014 |
| 24     | InkPad (840)                   | 2014 |
| 23     | Ultra (650)                    | 2014 |
| 22     | Aqua (640)                     | 2014 |
| 21     | CAD Reader                     | 2014 |
| 20     | CAD Reader Flex                | 2014 |
| 19     | Basic Touch (624)              | 2013 |
| 18     | CoverReader                    | 2013 |
| 17     | Mini (515)                     | 2013 |
| 16     | Touch also as. Touch Lux (623) | 2013 |
| 15     | Color Lux (801)                | 2013 |
| 14     | Touch (622)                    | 2012 |
| 13     | Basic New (613)                | 2012 |
| 12     | 360 Plus (512)                 | 2011 |
| 11     | Pro 912                        | 2011 |
| 10     | Pro 612                        | 2011 |
| 9      | Basic (611)                    | 2011 |
| 8      | Pro 903                        | 2011 |
| 7      | Pro 603                        | 2011 |
| 6      | Pro 602                        | 2010 |
| 5      | Pro 902                        | 2010 |
| 4      | Pro 901                        | 2010 |
| 3      | 302 Cookie                     | 2009 |
| 2      | 360                            | 2009 |
| 1      | E301                           | 2007 |

De vegades, els models de la mateixa família utilitzen els mateixos números de model, com ara :
- Touch HD PB631...
- Touch HD 2 PB631-2...

## Geografia de vendes
Els productes de la companyia es venen a 35 països d'arreu del món - a Europa central, oriental i occidental d'Europa, al Bàltic i la Comunitat d'Estats Independents països, així com a Austràlia, Israel, Nova Zelanda, entre d'altres. A December 2013, PocketBook va afirmar que havia venut més de dos milions de dispositius e-reader i tauletes.

## Història
| Curs | Història breu |
| ---- | --- |
| 2007 | Es va fundar PocketBook. |
| 2008 | El desenvolupament del primer lector electrònic PocketBook - PocketBook 301 - ha començat. |
| 2009 | Llançament del segon lector electrònic de PocketBook, el PocketBook 360 °. |
| 2010 | PocketBook IQ 701: un lector de llibres electrònics multimèdia que funciona amb el sistema operatiu Android. Llançament al mercat de PocketBook Pro 602 i PocketBook Pro 902. |
| 2011 | PocketBook llança els primers lectors de llibres electrònics del món amb un conjunt d’interfícies sense fils per a telèfons intel·ligents (Bluetooth, Wi-Fi i 3G): PocketBook Pro 603 i 903. Llançament al mercat de PocketBook 360 Plus: una versió actualitzada del model PocketBook 360 amb compatibilitat Wi-Fi i arquitectura més potent. La producció de dispositius PocketBook comença a la línia de producció especialment designada en una fàbrica de Foxconn. Llançament al mercat de PocketBook A10: una tauleta amb Android 2.3.5. |
| 2012 | Llançament al mercat de PocketBook A 7 ", un lector de llibres electrònics multimèdia que funciona amb Android 2.3.7, i de PocketBook Touch, un lector electrònic amb pantalla multi-sensor E Ink Pearl de 6 polzades. A l'exposició IFA de Berlín, PocketBook presenta dos nous dispositius: PocketBook Basic New - una versió millorada de PocketBook Basic 611 i PocketBook SURFpad - una tauleta amb Android 4.0.4., Que es va convertir en un dels primers dispositius amb instal·lat Yandex. Botiga de botigues d'aplicacions. |
| 2013 | La companyia va presentar PocketBook Color Lux: el primer lector electrònic de tinta E en color amb llum incorporada al món Es va representar el primer model de la sèrie Touch Lux: un lector electrònic amb pantalla Pearl HD i llum frontal Llançament de PocketBook Mini, un lector electrònic compacte de tinta E de 5 polzades La presentació de PocketBook CoverReader: la primera tapa amb tapa E Ink per a telèfons intel·ligents, Un nou dispositiu orientat a la construcció PocketBook CAD Reader amb pantalles EPD E Ink Fina es mostra per primera vegada a l'exposició internacional de la Universitat Autodesk a Los Angeles, EUA. Des de llavors, el CAD Reader continua sent un vaporware. |
| 2014 | PocketBook actualitza la línia de productes dels seus lectors electrònics E Ink amb dos productes. El març de 2014 es va anunciar el primer lector de tinta E resistent a l'aigua i a la pols del món PocketBook Aqua Més tard, al maig de 2014, PocketBook representa el primer lector electrònic de sèrie E Ink amb una càmera integrada: PocketBook Ultra. PocketBook InkPad de 7,8 polzades també es va representar a la primavera del 2014. |
| 2015 | El 2015, PocketBook ha representat PocketBook Digital: una solució de lectura electrònica de punta a punta destinada a proporcionar oportunitats de creixement a les empreses dedicades a la indústria del llibre. En ser un dels elements clau de PocketBook Digital, PocketBook Cloud ofereix una lectura i emmagatzematge en núvol segurs i còmodes per a les biblioteques digitals dels usuaris. A l'IFA 2015 a Berlín, PocketBook mostra recentment el PocketBook Touch Lux 3, un nou model insígnia. |
| 2016 | El lector electrònic PocketBook amb pantalla de 13,3 diagonals guanya el Red Dot Award: Product Design 2016. PocketBook representava models insígnia entre els quals: PocketBook Touch Lux 3 Ruby Red, PocketBook InkPad 2 i PocketBook Touch HD: lector electrònic amb pantalla E Ink Carta ™ HD i llum frontal, que ofereixen oportunitats per escoltar àudio. Fitxers. |
| 2017 | Entre els nous productes representats per PocketBook el 2017: PocketBook Aqua 2, el successor de la sèrie Aqua, lector electrònic resistent a l'aigua i resistent a la pols amb IP57, que es pot submergir a l'aigua durant 30 minuts a 1 metre de profunditat . |
| 2018 | Al febrer de 2018, es va llançar el PocketBook InkPad 3 el lector electrònic amb diagonal de pantalla de 7,8 polzades i la funció SMARTlight. |
| 2019 | PocketBook ha llançat el lector electrònic InkPad X de 10,3 polzades. El mateix any es va llançar el model insígnia Touch HD 3 de la marca amb funció SMARTlight i protegit de l'aigua. |
| 2020 | PocketBook va llançar la seva pròpia llibreria en línia per a clients de la regió DA-Ch - pocketbook.de. La nova llibreria també va aparèixer als lectors electrònics de PocketBook com a aplicació preinstal·lada. A la primavera del 2020, PocketBook Color es va presentar al mercat per primera vegada i es va convertir en el primer lector electrònic amb pantalla E Ink Kaleido en color. |
| 2021 | PocketBook amplia la línia de productes dels lectors electrònics en color anunciant el lector electrònic de 7,8 polzades amb la nova pantalla Kaleido (Kaleido Plus) de la tinta E color. |